# Lucas Hamming
Pour les articles homonymes, voir Hamming.
Lucas Hamming, né le 13 novembre 1993 à Blaricum,,,, est un auteur-compositeur-interprète, chanteur, guitariste et acteur néerlandais.

## Discographie

### Albums studios
- 2013 : Green Eyed Man (sorti le 16 janvier 2013)[5]
- 2015 : HAM (sorti le 1er octobre 2015)[6]
- 2015 : The Perv In Perfection (sorti le 6 mars 2015)[7]
- 2017 : Luck is for Suckers (sorti le 17 mars 2017)[8]

## Filmographie

### Cinéma et téléfilms
- 2009 : Lover of Loser (nl) : Sem
- 2012 : Ongekend Verlangen : Sam
- 2015 : Truman : Le compagnon de Nico
- 2018 : Dokter Deen (nl) : Kees Vroege